# Greenvale Reservoir
Greenvale Reservoir är en reservoar i Australien. Den ligger i den sydöstra delen av landet, 500 km sydväst om huvudstaden Canberra. Greenvale Reservoir ligger 165 meter över havet. Arean är 174 kvadratkilometer.  Den sträcker sig 1,9 kilometer i nord-sydlig riktning, och 1,6 kilometer i öst-västlig riktning.
Följande samhällen ligger vid Greenvale Reservoir:
- Roxburgh Park (19 235 invånare)
- Meadow Heights (14 843 invånare)

Runt Greenvale Reservoir är det i huvudsak tätbebyggt. Runt Greenvale Reservoir är det tätbefolkat, med 982 invånare per kvadratkilometer.